# Universo di Ninjago
L'universo di Ninjago è un universo immaginario creato dagli scrittori e produttori Kevin Burke e Doc Wytte, che funge da ambientazione per le serie LEGO Ninjago e LEGO Ninjago: La rivolta dei draghi.

## Storia
Molti millenni prima dell'inizio della trama, esisteva un solo regno, quello degli oni e dei draghi, il primo dell'intero creato. Gli oni e i draghi erano in costante guerra tra loro, ma da questo conflitto nacque il Primo maestro di Spinjitzu. Quest'ultimo, insieme a Primigenia, la madre di tutti i draghi, tentò di porre fine alla guerra, ma, non riuscendoci, creò il cristallo del regno, un artefatto che gli permise di fuggire dal suo regno natale e andare via. Il Primo maestro di Spinjitzu era in grado di controllare quasi tutti i poteri degli elementi, ma quando giunse in un regno costituito solo da un oceano infinito, trovò una creatura marina di nome Wojira che controllava altri due poteri diversi: l'acqua e il vento. Grazie alle due popolazioni che abitavano l'oceano, ovvero gli isolani e i merlopiani, riuscì a sconfiggere Wojira. In seguito, grazie ai poteri degli elementi, forgiò le quattro armi d'oro al tempio della luce, con le quali creò Ninjago. Con la creazione della luce, tuttavia, si creò anche il buio, da cui si generò l'Overlord, il male puro incarnato, che creò un esercito di pietra con il quale tentò di conquistare Ninjago. Il Primo maestro di Spinjitzu, rendendosi conto di non poterlo sconfiggere poiché immortale, decise di dividere la terra che aveva creato in due grandi isole: Ninjago e l'isola delle tenebre. In quest'ultima bandì per sempre l'Overlord, rimandando così la battaglia finale.
Nel frattempo, il Primo maestro di Spinjitzu creò altri regni che, insieme a quelli già esistenti, arrivarono a un totale di diciassette. Tuttavia, previde che, in futuro, questi regni avrebbero creato un'unione repentina chiamata coalescenza. Per evitare questa unione chiese aiuto ai draghi sorgente, delle creature divine da cui provengono i poteri degli elementi, che condensarono il loro potere in tre nuclei che avrebbero tenuto stabili i regni. In seguito, il regno di Ninjago si sviluppò, con la nascita di creature come le serpentine e gli umani. I poteri degli elementi furono tramandati nel corso dei secoli e il Primo maestro di Spinjitzu generò due figli, Wu e Garmadon, anche loro con una parte oni e una di drago, a cui insegnò la tecnica dello Spinjitzu. Garmadon, però, quando era piccolo, fu morso da un serpente posseduto dall'Overlord, il Great Devourer, che risvegliò in lui la parte oni, ovvero quella più malvagia. Garmadon ci mise millenni per diventare completamente malvagio e, intanto, sposò Misako, da cui nacque un figlio, Lloyd, il futuro e leggendario ninja verde che, secondo la profezia, avrebbe sconfitto l'Overlord nella battaglia finale, nonché anche uno dei protagonisti principali della serie insieme agli altri ninja maestri degli elementi.

## Geografia di Ninjago
Nella prima serie LEGO Ninjago, tutti gli avvenimenti sono ambientati nel regno di Ninjago, dove prende luogo l'intera storia. È un regno di luce e di vita, creato dal Primo maestro di Spinjitzu, utilizzando le quattro armi d'oro elementali, che, fuggito dal suo regno natale, era desideroso di dare alla luce un nuovo regno di pace. È interamente circondata da un'unica e vasta distesa d'acqua, conosciuta come mare infinito, che, prima della nascita della terra di Ninjago, era sotto l'assedio di Wojira. Il regno è popolato da una numerosa varietà di esseri viventi, principalmente umani.
Ninjago è anche uno dei diciassette regni esistenti conosciuti. I vari personaggi, nella prima serie, per raggiungere gli altri regni, utilizzano vari strumenti come i portali, i draghi, il cristallo del regno o altri metodi. Tuttavia, nella serie LEGO Ninjago: La rivolta dei draghi, sequel della prima, tutti i regni si fondono in un unico mondo a causa della fusione, una catastrofe naturale che viene definita come coalescenza, un'unione repentina instabile che i protagonisti riescono successivamente a reprimere.

### Luoghi ricorrenti dell'isola di Ninjago
- Il villaggio di Ignacia è dove si trova la bottega da fabbro Quattro armi dove sono cresciuti i protagonisti Kai e Nya. È anche il primo luogo ad apparire nella serie.
- Il monastero di Spinjitzu è la base principale dei ninja e si trova sulla montagna dall'altezza impossibile. È soggetto spesso a cambiamenti e mutazioni durante la serie.[15]
- Il Mare di sabbia è un deserto dalle grandi dimensioni dove si trovano vari luoghi ricorrenti tra cui:
  - La discarica di Ed ed Edna, ovvero genitori adottivi di Jay, dove sono presenti migliaia di cianfrusaglie e pezzi di ricambio per delle macchine.
  - La città antica di Ouroboros, dove un tempo vivevano le serpentine e dove è stato sepolto il Great Devourer.
  - Kryptarium, cioè la prigione più grande di Ninjago, dove vengono rinchiusi tutti i cattivi della serie o i più grandi criminali di grande fama. Nonostante la sua grandezza, spesso la prigione si presenta inefficiente e i prigionieri riescono ad evadere.[16]
  - La grotta del Samurai X, cioè la base creata da Nya quando questa era il Samurai X.[17]
  - La stazione di benzina di Twitchy Tim.
  - La Fattoria di Sally.
- Ninjago City è la capitale di Ninjago, una metropoli gigantesca e moderna, nel quale avvengono la maggior parte degli avvenimenti della serie. Dopo la sconfitta dell'Overlord, al centro della città viene costruita la Torre Borg, sede delle industrie del più grande scienziato di Ninjago, Cyrus Borg, che modernizza la città in modo magistrale. Altri posti ricorrenti della metropoli sono:
  - La sala da tè di Mistaké che prende il nome dalla sua proprietaria, un'anziana donna che fornisce i ninja di strani tè con poteri speciali.
  - La scuola di arti dello spettacolo di Marty Oppenheimer, dove il padre di Cole prende lezioni di danza.
  - Il museo di storia di Ninjago, dove sono conservati i più grandi reperti storici di Ninjago che, molto spesso, i cattivi provano a rubare per i loro scopi o per risvegliare segreti del passato che nessuno conosce.
  - Il negozio di noodles del Maestro Chen, nel quale lavora Skylor, di cui è anche la proprietaria dopo la sconfitta di suo padre Chen.
  - Il dipartimento di polizia, dove i ninja finiscono spesso per chiarire con le forze dell'ordine e il Commissario come agire per quanto riguarda le azioni dei criminali che creano scompiglio nella città.
  - Il palazzo reale, ovvero una reggia reale sfarzosa, andata poi distrutta, in cui risiedevano l'imperatore e l'imperatrice di Ninjago, successivamente deceduti a causa dell'attacco dei Figli di Garmadon.
  - Il centro notizie di Ninjago, dove lavorano Gayle Gossip e tutti i giornalisti che si occupano di fornire notizie attraverso i media ai cittadini.
  - Il Club degli esploratori, un posto in cui risiedono gli esploratori migliori di Ninjago è il cui accesso è riservato solo a loro. In questo luogo sono conservati numerosi reperti antichi ritrovati dagli esploratori.
  - Il magazzino dei giornali, cioè la sede principale dei ragazzi che si occupano di consegnare i giornali a tutti i cittadini.
  - Crossroads, il quartiere più grande di Ninjago City, creatosi dopo la fusione come crocevia di tutte le persone provenienti da vari regni che si erano disperse e avevano perso la loro casa.[14][18]
- Domu è una grande città conosciuta per la sua grande e vasta biblioteca, la più grande probabilmente in tutto Ninjago, dove si trovano antiche pergamene e libri antichi.
- Il tempio dell'Airjitzu, cioè la sede del maestro Yang che, tentando di raggiungere l'immortalità, aveva creato la tecnica dell'Airjitzu, diventando però un fantasma e maledicendo il tempio.[19]
- L'Occhio di Primeval, posto in cui si trova il tempio dove è conservata la terza maschera oni e dove, successivamente, l'Overlord stanzierà la sua base una volta divenuto Re Crystal.[20][21]
- La piramide di Aspheera, un luogo antico che si trova nel deserto della sventura, usato proprio come prigione per Aspheera, un serpentina millenaria che aveva imparato lo Spinjitzu, ma che poi aveva tradito sia gli umani che la sua specie.
- Shintaro: è una città dall'aspetto vistoso e maestoso che si trova a nord di Ninjago, sopra delle montagne. È il posto dove, un tempo, la madre di cole sconfisse Genera-Dolore, un drago che minacciava e popolazioni che abitavano nei sotterranei nel posto. È anche il luogo dove i ninja sconfiggono lo Stregone del Teschio.[22][23]

### Luoghi ricorrenti dell'isola delle tenebre
- Il tempio della luce è un tempio nascosto in cima a una delle montagne più grandi dell'isola, che può essere trovato solo con l'uso di uno speciale medaglione. Il Primo Maestro di Spinjitzu lo costruì come nascondiglio durante la guerra.
- Fiume delle tenebre.
- Giungla di Jankikai.
- Baia delle ombre.
- Monte delle ombre eterne

### Luoghi ricorrenti del mare infinito
- L'isola del faro è il posto in cui ha vissuto il dottor Julien, creatore di Zane.
- L'isola di Chen è il luogo in cui Chen è stato bandito dopo la guerra contro le serpentine, nonché il luogo in cui viene organizzato il torneo degli elementi.[24]
- La tomba del Primo Maestro di Spinjitzu.
- Lisola della Vedova-tigre è il luogo in cui i ninja si recano per recuperare il veleno della Vedova-Tigre con cui sconfiggere Nadakhan.
- L'isola di Dyer era il posto in cui viveva Milton Dyer, il creatore del videogioco Prime Empire, prima di fuggire dopo che la sua azienda gli aveva fatto cancellare il gioco.
- Il turbine delle tempeste è un luogo a sud di Ninjago dove il mare è agitato e il tempo è sempre ventoso e temporalesco. In questo luogo ci sono:
  - L'isola dei custodi, dove il Primo maestro di Spinjitzu ha deciso di conservare l'amuleto della tempesta di Wojira.[25]
  - La grotta di Ronin, dove il suddetto criminale si è nascosto ingannando i custodi con una finta Wojira di legno per rubare loro le ricchezze.
- La Fossa del tartaro è il punto più profondo del mare infinito, per secoli rimasto inesplorato. È anche il luogo dove si trova il tempio in cui Wojira è rimasta dormiente per anni.
- Merlopia è la città Marina in cui vivono i merlopiani, creature marine esistenti di fin dagli albori di Ninjago, che aiutarono il Primo maestro di Spinjitzu a combattere Wojira e sconfiggerla.[26]

## Altri regni

Il mondo di Ninjago dopo la fusione con gli altri regni

Oltre Ninjago, in tutto il creato esistono altri sedici regni che, inizialmente, erano separati dalla spazio Nether e si raggiungevano solo con i cristalli del regno, ovvero degli artefatti che permettevano di spostarsi attraverso i regni, il tè del viaggiatore, cioè una mistica bevanda in grado di aprire portali, oppure attraverso i draghi, creature in grado di viaggiare tra i vari regni. Tuttavia, i ninja, nel corso della serie, hanno anche usato metodi alternativi per spostarsi, ma dopo LEGO Ninjago: La rivolta dei draghi, tutti i regni si sono uniti in un solo mondo tramite la fusione, permettendo a tutte le creature di accedere da un regno all'altro senza l'uso di metodi alternativi.

### Oltretomba
È un regno popolato dagli scheletri e dai ragni giganti mortali per gli umani. È uno dei regni dell'aldilà, dove vi ci finisce chi non accetta la propria morte, spingendolo a tramutarsi in uno scheletro. Lord Garmadon vi fu relegato ma riuscì a fuggirne grazie al portale generato dalle Armi d'oro. Al comando del regno vi è un re, riconoscibile dall'elmo che indossa. Il titolo di re fu sottratto a Samukai da Lord Garmadon, ma dopo essere tornato buono il regno è rimasto senza un re. È formato da grotte e isole fluttuanti ed è uno dei regni più pericolosi.

### Regno della follia
È un regno dove fiorisce il male, a causa di uno squilibrio tra le forze della luce e delle tenebre. È il luogo in cui Lord Garmadon si stabilisce una volta fuggito dall'Oltretomba, per diventare abbastanza potente da poter gestire il potere di tutte e quattro le armi d'oro dello Spinjitzu, facendosi crescere altre due braccia. Qui, il maestro Wu viene in cerca del suo aiuto per salvare Lloyd dalle serpentine. È popolato dai mostri di melma e dai craglins, dei mostri rocciosi la cui fonte di vita è contenuta in del fango magico.

Il regno comprende l'amministrazione, la cui sede è un vasto archivio operato da degli agenti burocratici che lavorano per far sì che tutto fili liscio e senza intoppi, occupandosi di riportare chiunque sia disperso al suo regno d'origine. Gli agenti dell'amministrazione sono estremamente ossessionati dal sottoscrivere qualsiasi cosa e considerano i nindroidi come macchine senza cuore. Entrare nell'amministrazione è un processo estremamente lungo e che sembra durare addirittura per generazioni.

### Regno maledetto
Era uno dei regni dell'aldilà. È il luogo dove venivano banditi i maledetti e trasformati in fantasmi. Il regno è incarnato nell'Entità Preminente, un grande mostro tentacolare e regina dei maledetti. Qui, Garmadon si fa bandire per prendere il posto dei Generali Anacondrai, liberandoli dalla loro maledizione e permettondoli di maledire il maestro Chen, i cultisti anacondrai e Clouse. Nel farlo, ha consentito al fantasma di Morro di fuggire dal Regno maledetto e di portare l'Entità Preminente a Ninjago. I ninja risiescono a distruggere l'Entità Preminente che, insieme a tutti quelli al suo interno, finisce nel Regno dei defunti. La distruzione del Regno maledetto ha causato, però, un effetto a catena che ha mandato in rovina il regno di Djinjago, a cui era direttamente collegata.

### Regno delle nuvole
È un regno pacifico, situato fra le nuvole. È abitato da dei monaci che dedicano tutta la loro vita a scrivere il destino degli altri regni e dei suoi abitanti. Tuttavia, non riescono sempre a decidere la sorte degli altri regni e, a volte, il destino agisce da solo, in quanto i monaci scrittori credono solo di poter decidere la sorte del mondo, ma in realtà non è così. Nel regno, sono stati eretti numerosi templi, dove un tempo era custodita la spada del santuario, estremamente voluta da Morro.

Successivamente, i ninja tornano al regno delle nuvole e fanno la conoscenza di Suetonius, il nuovo maestro scrittore, e di Euphrasia, la nuova maestra elementale del vento. Qui scoprono che gli archivi del regno sono ora gestiti dai vermi delle pergamene, in grado di ricercare nell'archivio qualsiasi informazioni richiesta, ma scoprono anche che questi sono stati maledetti da Ras, che per un po' di tempo s'impossessa del regno per trovare nell'archivio delle pergamene i segreti dei cinque proibiti.

### Djinjago
Era il regno d'origine dei djinn, potenti creature leggendarie in grado di concedere tre desideri. Era sospesa fra le nuvole e formata da isole fluttuanti, sulle quali erano eretti diversi templi, dove i djinn e il re Khanjikhan dimoravano. Il regno fu mandato in rovina a causa di un effetto a catena, provocato dalla distruzione del Regno maledetto, motivo per cui il principe djinn, Nadakhan, cerca di vendicare il suo mondo natale combattendo contro i ninja.

Successivamente, Arrakore, l'ultimo djinn rimasto, riesce a conservare un granello di sabbia dal regno di Djinjago che, col tempo, riesce a far riprendere forma nel regno attraverso il suo potere elementale della speranza, alimentato dai desideri che le persone gli esprimono.

### Regno dei defunti
È il principale regno dell'aldilà. È il luogo del riposo eterno delle anime dei defunti. In seguito alla distruzione del Regno maledetto, l'Entità Preminente, insieme a tutti i fantasmi e i prigionieri al suo interno, è finita in questo regno.

### Regno degli oni e dei draghi
Anche chiamato Primo regno, è, appunto, il primo regno mai esistito. È il luogo in cui hanno avuto origine gli oni, dotati del potere di distruggere, e i draghi, dotati del potere di creare, fra i quali scaturì un'incessante guerra. Dall'unione del mondo degli oni e di quello dei draghi, nacque il Primo Maestro di Spinjitzu, che riuscì a comprendere l'importanza di entrambi. Non riuscendo, però, a cessare il conflitto fra le due metà, decise di abbandonare il regno per creare Ninjago. È un luogo ostile, formato da un immenso deserto roccioso. È abitato, appunto, dai draghi, dotati dei poteri degli elementi, che derivano dalla loro leader, Primigenia, la madre di tutti i draghi, che dimorano nel suo nido, una profonda grotta dove il Primo Maestro di Spinjitzu vi lasciò l'Armatura del drago. Era abitato anche dagli oni, guidati dall'Omega, che si erano stabiliti in un'altra zona del regno, separata da un confine, in delle fortificazioni semplici e rudimentali. Gli oni incarnarono in delle maschere le essenze dei tre Signori oni della guerra: odio, inganno e vendetta. Lasciarono il regno, in cerca del Primo maestro di Spinjitzu. Col tempo, nacque un terzo gruppo di abitanti, i cacciatori di draghi. Sotto il controllo del Barone di Ferro, facevano dei draghi il loro pasto, o sfruttavano il loro potere degli elementi. Dalla sconfitta del Barone di Ferro, Fede divenne il leader dei cacciatori, facendo amicizia con i draghi.

### Non-regno
È il regno più distante di tutti ed è considerato il più pericoloso a causa delle difficoltà che i viaggiatori hanno nel tornare a casa. È un luogo avvolto da fitte foreste e da una fiorita vegetazione. Quando Zane viene bandito nel Non-regno da Aspheera, viene trasformato da Vex nell'Imperatore di ghiaccio e congela l'intero regno. Le uniche persone rimaste hanno vissuto in dei piccoli villaggi, tra cui una ragazza mutante, Akita, in grado di trasformarsi in un lupo, che cerca vendetta dall'Imperatore di ghiaccio per aver preso suo fratello Kataru. Nel regno, il tempo scorre diversamente dagli altri regni. Dopo che Zane torna alla normalità, il regno torna a fiorire. Fra le vette più alte del regno, vi è l'Albero del viaggiatore, sul quale crescono foglie di tè del viaggiatore che i ninja usano, insieme a delle bacche, per tornare a casa. È popolato da lupi, gufi giganti e mostri rocciosi, ma prevalentemente da umani, tra cui i mutanti, in grado di trasformarsi nel loro spirito animale, come Akita e Kataru, Sorla, l'anziana del villaggio presso il quale i ninja si riparano, il re Grinfax, con la sua legione di samurai, e Krag, un tipo di yeti, ultimo della sua specie.

### Imperium
È un regno che ha come luogo cardinale la grande città di Imperium, tecnologicamente avanzata e che vive nel benessere. Ciò è reso possibile dall'energia che Rapton, Lord Ras e gli Artigli di Imperium prosciugano dai draghi. È governato dall'imperatrice Beatrix, secondo dei valori dittatoriali e rivoluzionati interamente attorno a lei, apparendo buona e giusta agli occhi della gente, che viene tenuta all'oscuro sulla terribile tortura che il regno infligge ai draghi per trarne l'energia, motivo per cui Sora ha deciso di abbandonare i suoi genitori e la sua città natale. Il regno comprende la Terra delle cose perdute, un luogo dove vi finisce tutto ciò che viene perduto, dove, dopo la fusione, vi finisce anche Cole, diventato amico di Geo e dei trovatori, un gruppo di due bambini, un mutante e una serpentina, intenti a riportare alla luce tutto ciò che le persone hanno perduto. Qui, i ninja trovano uno dei nuclei del drago.

### Regno di Lee
Viene solo menzionato da Sora, ma non è ancora comparso nella serie di Ninjago.

### Terre selvagge
È un regno immerso nella natura selvaggia, dal territorio roccioso formato da crateri e vulcani. È il luogo in cui è cresciuta Wyldfyre, insieme ad Heatwave. È uno dei luoghi in cui è situato uno dei tre nuclei del drago, protetto da piccoli mostri rocciosi. È il luogo d'origine di Lord Ras, che ha abbandonato per unirsi agli Artigli di Imperium e aiutare l'Imperatrice Beatrix a catturare un drago sorgente. Dopo la caduta di Beatrix, Ras torna in questo regno, esattamente al dojo dell'ombra, per resuscitare i cinque proibiti.

In questo regno c'è anche Chima, ovvero il luogo dove è ambientata la serie LEGO Legends of Chima .

### Mysterium
È un luogo mistico e ambiguo, terra di origine di Bonzle che, in passato, era solo un incantesimo creato dalla maga Gandalaria. Zane e Cole si recano in questi regno per cercare proprio Gandalaria e chiedere il suo aiuto per proteggere Bonzle, cioè l'incantesimo usato per bandire in passato i cinque proibiti.

## Poteri e abilità particolari

### Poteri
- Poteri degli elementi: sono i poteri principali su cui si basa l'intera serie e che possiedono la maggior parte dei Ninja. Per ogni elemento, può esistere un solo maestro, anche se non è escluso che possano esistere elementi simili. Questi poteri vengono tramandati dai genitori ai propri figli, tranne nel caso in cui il possessore di un elemento non ne abbia avuti. In quest’ultimo caso, i poteri finiscono in una persona secondo criteri casuali. I poteri degli elementi apparsi sono: fuoco, fulmine, ghiaccio, terra, acqua, vento, fumo, gravità, natura, forma, luce, suono, metallo, veleno, ombra, velocità, mente, ambra, tempo, tecnologia, calore, speranza, unione, terremoto, onda d'urto, equilibrio e riflesso.[58][59] Esiste poi il potere elementale verde del protagonista Lloyd, di cui però non sono ancora del tutto chiare le caratteristiche. I poteri elementali, inoltre, possono essere utilizzati per vari incantesimi, come l'incantesimo di trasformazione Anacondrai o in combinazione con il tè curativo che Mystaké dà a Lloyd per salvarlo.[39][60]
- Creazione: è un'essenza elementale che permette di creare qualsiasi cosa, utilizzata dal Maestro Wu e da coloro che sono in grado di fare il tornado della creazione. È un potere usato da Garmadon quando entra in presso della mega arma.[2]
- Distruzione: è un'essenza elementale che permette di distruggere qualsiasi cosa, utilizzata dal Garmadon e suo figlio.[2][61] I colori principali di questo potere sono il viola e il nero. Viene usato soprattutto dagli oni o, comunque, può essere usato da chi ha sangue oni.[62][63]

### Abilità
- Spinjitzu: è un'arte marziale che, oltre a basarsi su pugni, calci, capriole e calci, si basa sul concetto di equilibrio, cioè di come si riesce a bilanciare la luce e l'oscurità all'interno di sé stessi e del mondo attorno.[64] Lo Spinjitzu si basa sulla rotazione e si adatta alle qualità della persona che lo sta studiando: chi usa questa tecnica, infatti, è in grado di creare un tornado intorno al proprio corpo con cui difendersi dal nemico e allo stesso tempo attaccarlo.[65] Il colore del tornando varia da persona e persona e spesso si adatta al colore del potere elementale di chi ne possiede uno.[66]
- Airjitzu: è una tecnica di arti marziali creata dal Maestro Yang. Chi lo sua è in grado di creare un vortice di energia simile a un tornado attorno a sé che gli consente anche di levitare sulla terra. Viene spesso chiamato dai protagonisti come "Cyclon-don".[67]
- Shatterspin: è una tecnica malvagia creata molti secoli prima della narrazione dai Cinque proibiti. Può essere utilizzata solo da maestri degli elementi che hanno imparato le abilità malvagie dei Cinque proibite e da chi indossa le maschere del clan dei lupi. Lo Shatterspin, inoltre, si attiva quando viene suonato il gong della frantumazione, un oggetto che permette di attivare la tecnica.[68]
- Drago levante: è una tecnica inventata dai maestri drago Egalt e Rontu per contrastare lo Shatterspin. Esso si basa sul movimento del corpo e del mondo circostante.[69] Può essere imparata anche dagli umani come fanno Kai, Lloyd, Nya e Zane. È una tecnica che permette a chi lo utilizza di diventare un ninja di terza zanna. Le zanne sono i livelli stabiliti dai maestri drago e sono i seguenti:
  - Prima zanna, cioè i ninja che non sanno utilizzare lo Spinjitzu o che hanno uno Spinjitzu troppo debole, come Arin inizialmente.
  - Seconda zanna, cioè i ninja sanno utilizzare lo Spinjitzu, ma non sono un tutt'uno con il movimento e che, quindi, non sanno usare la tecnica del drago levante.
  - Terza zanna, cioè i ninja che sanno utilizzare la tecnica del drago levante.

## Materiali e oggetti caratteristici
- Armi d'oro: sono quattro e costituiscono la Falce sismica, i Nunchucku fulminati, gli Shuriken di Ghiaccio e la Spada di Fuoco.[27] Vennero create dal Primo Maestro Spinjitzu e utilizzate per creare Ninjago. Sono state usate dai ninja durante le loro missioni prima di essere rubate da Garmadon dopo aver distrutto il Great Devourer.[70] Dopodiché, vengono forgiate dall'Overlord per creare un'armatura d'oro,[71] ma, successivamente, i ninja, per contrastare gli oni, fondono l'armatura per ricreare le quattro armi.[72][73] Queste vengono distrutte volontariamente dai ninja per sfruttare la loro energia elementale e creare un'Ultra Drago d'Oro con cui sconfiggere di nuovo l’Overlord.[61] Hanno il potere di rivelare chi è il ninja verde.
- Vengestone: è un materiale molto raro utilizzato per annullare i poteri degli elementi. È spesso usato nella prigione di Kryptarium per imprigionare maestri degli elementi,[74] oppure da molti dei cattivi affrontati dai ninja, proprio per intrappolare questi ultimi. Vangelis utilizza la vengestone come merce di scambio per avere soldi con cui finanziare la città di Shintaro,[75][76] mentre l'Overlord usa tale materiale per creare un esercito con cui contraste i ninja.[77][78] La vengestone si presenta inizialmente di colore totalmente nero, mentre poi si scopre avere anche delle piccole colorazioni che tendono al giallo scuro.
- Cristallo del regno: è uno dei tanti oggetti che viene usato per viaggiare attraverso i regni prima della fusione di essi. Ne esiste più di uno e non è chiara la sua origine. Gli oni ne utilizzano uno per entrare a Ninjago, ma questo viene poi distrutto da Lloyd.[79]
- Spada del santuario: è una spada che i ninja trovano al santuario del regno nuvole e che permette di proiettare un futuro prossimo all'interno della sua lama.[34] Nonostante questo vantaggio per chi la utilizza, spesso l'avversario riesce a battere il futuro proiettati nella lama, rendendo inutile la spada.
- Teiera di Tyrahn: è una teiera leggendaria in cui è intrappolato il djinn Nadakhan. Molti secoli prima della narrazione, il capitano pirata Soto intrappolò Nadakhan al suo interno e abbandonò l'equipaggio del Djinn attraverso i Sedici Regni. Nadakhan viene poi liberato da Clous e affronta i ninja,[80] ma ritorna nella teiera a causa di un desiderio di Jay che riavvolge il tempo.
- Chronosteel[81]: è un materiale molto forte nel mondo di Ninjago che ha un'incarnazione grezza dell'elemento dell'ambra che gli consente di assorbire e di privare qualcuno del potere elementale. È utilizzato da Chen combinato con il cristallo blu per creare il bastone degli elementi. È utilizzato da Ray e Maya per forgiare le lame del tempo, consentendo a Wu e Garmadon di privare Krux e Acronix dei poteri nel tempo,[82] e utilizzato da Sora per creare dei mech personalizzati.
- Maschere oni: sono le maschere che gli oni hanno lasciato a Ninjago quando hanno tentato di riportare il Primo maestro di Spinjitzu dalla loro parte. Ne esistono ben tre: la maschera della vendetta, dell'inganno e dell'odio. Le prime due sono andate distrutte, mentre la terza è conservata dalle autorità di Ninjago. Tutte insieme, attraverso un rituale, possono resuscitare un oni o la parte oni di qualcuno.[83]
- Pergamena dello Spinjitzu proibito: è una pergamena creata in antichità dal Primo maestro di Spinjitzu che, però, non può essere usata senza che essa prenda il controllo emotivo della persona che la utilizza.[84] Rende, infatti, instabili mentalmente è molto irascibili, anche se, tuttavia, permette di creare Spinjitzu più voluminosi e più forti.[85] Se tenuta per tanto tempo in mano, può corrodere la mente della persone che ce l'ha.
- Nuclei del drago: sono tre nuclei creati dal Primo Maestri di Spinjitzu con l'energia dei draghi sorgente per evitare che si creasse la coalescenza, ovvero la fusione di tutti i regni. Ha poi nascosto i nuclei in tre posti differenti tra i vari regni, mettendolo sotto la supervisione di alcuni specifici guardiani.[9]
- Gong della frantumazione: è un gong che, se suonato, può risvegliare i poteri dei Cinque proibiti e dare il potere di questi ultimi a qualunque maestri degli elementi che indossi delle specifiche maschere lupo. Chi usufruisce del potere del gong è in grado di compiere lo Shatterspin.[68]